# 体積形式
微分可能多様体(differentiable manifold)上の体積形式(volume form)とは、多様体上至る所 0 とはならない最高次数の微分形式のことである。特に、次元が n の多様体 M 上では、体積形式は至る所 0 にはならない直線束 {\displaystyle \Omega ^{n}(M)=\bigwedge ^{n}(T^{*}M)} の切断(section) である n-形式である。なお、多様体が体積形式を持つことと、向き付け可能であることとは同値である。体積形式に、0 とはならない函数を掛けると再び体積形式となることから、向き付け可能な多様体は無限個の体積形式を持つ。向き付け不可能な多様体上には、代わりに、多様体の密度(density)というより弱い考え方がある。
体積形式は、微分可能多様体上の函数の積分を定義する方法をもたらす。言い換えると、体積形式は測度をもたらし、この測度に関して函数は適切なルベーグ積分により積分することができる。体積形式の絶対値は、体積要素(volume element)であり、ツイストした体積形式(twisted volume form)や擬体積形式(pseudo-volume form)などとも呼ばれる。これも測度を定義するが、向き付け可能か否かに関係なく任意の可微分多様体上に存在する。
複素多様体であるケーラー多様体は、自然に向き付け可能であるので、体積形式を持っている。さらに一般的には、シンプレクティック多様体上のシンプレクティック形式の n-次外冪(exterior power)は、体積形式である。多様体の多くのクラスが標準的な体積形式を持つ。これらは事前に選ばれた体積形式を持つ程度の余剰な構造を持っている。向き付け可能なリーマン多様体や擬リーマン多様体は標準的な体積形式を持つ。

## 向き付け
すべての局所座標系(coordinate atlas)の変換函数が正のヤコビ行列式をもつとすると、多様体は向き付け可能となる。そのような座標の選び方のうち、最大のものが M の向き付けを定義する。M 上の体積形式 ω は、ユークリッド体積形式 {\displaystyle dx^{1}\wedge \cdots \wedge dx^{n}} の正の値をかけたものへ ω を変換する局所座標系として、自然に向きを決める。
M 上の特別に選ばれた標構(frames)も、体積形式は持っている。
{\displaystyle \omega (X_{1},X_{2},\dots ,X_{n})>0}
であれば、接ベクトルの基底 (X1,...,Xn) が右手系である。
右手系のすべての標構の集まりは、正の行列式を持つ n 次元写像である一般線型群 GL+(n) による群作用である。それらは、M の線型標構バンドル(linear frame bundle)の主 GL+(n) 部分バンドルを形成し、体積形式に付帯する向きは、M の標構バンドルから構造群 GL+(n) をもつ部分バンドルへの標準的なリダクションを与える。いわば、体積形式は M 上の GL+(n)-構造(GL+(n)-構造を与える。さらに、リダクションは、
をとる標構を考えることにより、一層明らかとなる。
このように、体積形式は SL(n)-構造を与える。逆に、SL(n)-構造が与えられると、特殊線型標構の式 (1) を導入することにより、体積形式を再現することができる。
多様体が向き付け可能であることと、体積形式をもつこととは同値である。実際、正の実数をスカラー計量として埋め込むと、GL+ = SL × R+ であるので、SL(n) → GL+(n) は変形レトラクト(deformation retract)である。このように、すべての GL+(n)-構造は、SL(n)-構造と GL+(n)-構造に帰着でき、M 上での向きは一致する。さらに具体的には、行列式バンドル {\displaystyle \Omega ^{n}(M)} の自明性と向き付け可能性は同値であり、ラインバンドルが自明であることとどこでも 0 とならない切断を持っていることは同値である。従って、体積形式の存在は向き付け可能性と同値である。

## 測度との関係
向きつけられた多様体上の体積形式 ω が与えられると、密度(density) |ω| は、向きつけを忘れることにより得られる向き付け不可能な多様体上の体積擬形式(pseudo-form)である。密度は、より一般的な向き付け不可能な多様体上でも定義することができる。
任意の体積擬形式 ω （と、従って任意の体積形式）は、
{\displaystyle \mu _{\omega }(U)=\int _{U}\omega .\,\!}
によりボレル集合上の測度を定義する。
体積形式との差異は、測度は（ボレル）部分集合上で積分できることに対し、体積形式は向き付けられた胞体上でしか積分することができないことである。一変数のときの計算は、{\displaystyle \int _{b}^{a}f\,dx=-\int _{a}^{b}f\,dx} と書くことは、{\displaystyle dx} を体積形式と考えることができたが、測度の場合は単純ではなく、{\displaystyle \int _{b}^{a}} は反対の向き付けを持つ胞体 {\displaystyle [a,b]} での積分を意味し、ときには {\displaystyle {\overline {[a,b]}}} と書かれることもある。
さらに、一般の測度は連続であったり、滑らかであったりする必要もない。測度は体積形式により定義されている必要がなく、より公式な言い方をすると、測度のラドン＝ニコディム微分が与えられた体積形式について絶対連続である必要もない。

## 発散
M 上の体積形式 ω が与えられると、ベクトル場 X の発散を、一意なスカラーに値を持つ函数として表すことができ、div X と記し、
{\displaystyle (\operatorname {div} X)\omega =L_{X}\omega =d(X\;\lrcorner \;\omega )}
を満たす。ここに、LX は X に沿ったリー微分を表す。X がコンパクトな台を持つベクトル場で、M が境界をもつ多様体(manifold with boundary)であれば、ストークスの定理は、発散定理を一般化して、
{\displaystyle \int _{M}(\operatorname {div} X)\omega =\int _{\partial M}X\;\lrcorner \;\omega }
となる。
ソレノイドベクトル場(solenoidal vector field)は、div X = 0 であるベクトル場である。体積形式がソレノイドベクトル場のベクトルフロー(vector flow)の下に保存されるということは、リー微分の定義から従う。まさに、ソレノイドベクトル場は、体積保存フローである。この事実は、たとえば、流体力学ではよく知られていて、速度場の発散は流体の圧縮度を測る。このことは、流体のフローに沿って体積が保存されることを拡張した表現である。

## 特別な場合

### リー群
すべてのリー群に対し、自然な体積形式を変換により定義することができる。すなわち、ωe を {\displaystyle \bigwedge ^{n}T_{e}^{*}G} の元とすると、左不変形式が {\displaystyle \omega _{g}=L_{g^{-1}}^{*}\omega _{e}} により定義される。ここに Lg は左変換である。この系として、すべてのリー群は向き付け可能であることが分かる。リー群の体積形式はスカラー倍を除き一意的であり、対応する測度はハール測度として知られている。

### シンプレクティック多様体
すべてのシンプレクティック多様体（あるいは、実際すべての概シンプレクティック多様体(almost symplectic manifold)）は、自然な体積形式を持っている。M がシンプレクティック形式 ω を持つ 2n-次元多様体であれば、シンプレクティック形式の非退化性の結果、ωn はどこでも 0 にならない。この結果、すべてのシンプレクティック多様体は向き付け可能である（実際、向き付けがなされている）。多様体がシンプレクティック多様体で、かつ、リーマン多様体であれば、2つの体積形式は、多様体がケーラー多様体である場合に一致する。

### リーマン多様体の体積形式
すべての向きつけられたリーマン多様体（もしくは、擬リーマン多様体は、自然な体積形式（もしくは、擬体積形式）を持つ。局所座標(local coordinates)では、体積形式は、
{\displaystyle \omega ={\sqrt {|g|}}dx^{1}\wedge \dots \wedge dx^{n}}
で表すことができる。ここに、{\displaystyle dx^{i}} は n-次元多様体の余接バンドルの向きつけられた基底をもたらす微分 1-形式である。ここに、{\displaystyle |g|} は多様体の計量テンソルの行列表現したときの行列式の絶対値である。
体積形式は次のようにも表される。
{\displaystyle \omega =\mathrm {vol} _{n}=\varepsilon =*(1).\,\!}
ここでは、∗ はホッジ双対であるので、最後の右辺の形 ∗(1) は、体積形式が多様体上の定数写像のホッジ双対であることを意味していて、レヴィ・チヴィタテンソル {\displaystyle \varepsilon } に等しい。
ギリシャ文字の ω はここでは体積形式を表すことに使われている。シンボルの ω は微分幾何学では、他に多くの意味を持っている(たとえば、シンプレクティック形式)。

## 体積形式の不変量
体積形式は一意には決まらなく、次のように多様体の上の 0 にならないテンソルを形成する。M 上の 0 にならない函数 f と体積形式 {\displaystyle \omega } が与えられると、{\displaystyle f\omega } も M 上の体積形式である。逆に、2つの体積形式 {\displaystyle \omega ,\omega '} が与えられると、それらの比率は 0 にならない函数（定義が同一方向の向き付けであれば、正、逆方向の向き付けであれば、負）である。
座標系で表すと、両方とも、単純に 0 とならない函数にルベーグ測度をかけると得られるので、それらの比率は函数の比率になり、座標の選択とは独立な値となる。本質的には、{\displaystyle \omega } に関して {\displaystyle \omega '} のラドン・ニコディム微分である。向き付けられた多様体上で、2つの体積形式の比例性は、ラドン・ニコディムの定理の幾何学的な形と考えることができる。

### 局所構造の非存在
多様体上の体積形式は、与えられた体積形式とユークリッド空間の体積形式とを識別する小さな開集合を持つことができないという意味で、局所構造を持たない。(Kobayashi 1972).  すなわち、M のすべての点 p で、開近傍 U と U から Rn の中の開集合の上への微分同相写像 φ が存在し、U 上の体積形式が φ. に沿った {\displaystyle dx^{1}\wedge \cdots \wedge dx^{n}} の引き戻しである。
系として、M と N をそれぞれ体積形式 {\displaystyle \omega _{M},\omega _{N}} を持つ 2つの多様体とすると、任意の点 {\displaystyle m\in M,n\in N} に対し、m の開近傍 U と n の開近傍 V と写像 {\displaystyle f\colon U\to V} が存在し、N 上の体積形式の V への制限が、M 上の体積形式の近傍 U への制限へ引き戻される。つまり、{\displaystyle f^{*}\omega _{N}\vert _{V}=\omega _{M}\vert _{U}} である。
従って、1-次元では次のことを証明することができる。 {\displaystyle \mathbf {R} } 上の体積形式 {\displaystyle \omega } が与えられると、
{\displaystyle f(x):=\int _{0}^{x}\omega }
を定義することができる。すると、ルベーグ測度 {\displaystyle dx} は {\displaystyle f:\omega =f^{*}dx} の下で {\displaystyle \omega } へ引き戻される(pulls back)。具体的には、{\displaystyle \omega =f\,dx} である。高次元では、与えられた任意の点 {\displaystyle m\in M} で、{\displaystyle \mathbf {R} \times \mathbf {R} ^{n-1}} と局所同相な近傍を持ち、同じプロセスを適用することができる。

### 大域構造である体積
連結多様体 M 上の体積形式は、唯一の大域不変量を持っている。すなわち、体積 {\displaystyle \mu (M)} であり、写像で保存される体積形式の不変量である。{\displaystyle \mathbf {R} ^{n}} のルベーグ体積な無限大も可能である。不連続な多様体上では、各々の連結成分の体積が不変量である。
記号として、{\displaystyle f\colon M\to N} は、{\displaystyle \omega _{N}} を {\displaystyle \omega _{M}} へ引き戻す多様体の同相写像であるので、
{\displaystyle \mu (N)=\int _{N}\omega _{N}=\int _{f(M)}\omega _{N}=\int _{M}f^{*}\omega _{N}=\int _{M}\omega _{M}=\mu (M)}
であり、多様体は同じ体積を持つ。
体積形式は、被覆写像の下での引き戻しでもあり、ファイバー上の数値（公式にはファイバーに沿った積分により）を掛けることにより体積を得る。無限個のシートの被覆（ {\displaystyle \mathbf {R} \to S^{1}} のような）の場合は、有限体積を持つ多様体上の体積形式は、無限の体積を持つ多様体の上の体積形式の引き戻しである。

## 参照項目
- 円筒座標系
- 測度
- ポアンカレ計量は、複素平面上の体積形式である。
- 球面座標系